# Ventilago luzonensis
Ventilago luzonensis är en brakvedsväxtart som beskrevs av António José Rodrigo Vidal. Ventilago luzonensis ingår i släktet Ventilago och familjen brakvedsväxter. Inga underarter finns listade i Catalogue of Life.